# Сугияма, Рюити
Рюити Сугияма (яп. 杉山 隆一 Сугияма Рю:ити, род. 4 июля 1941, Сидзуока) — японский футболист и тренер. Игрок национальной сборной (1961—1971), бронзовый призёр летних Олимпийских игр в Мехико (1968).

## Клубная карьера
На протяжении своей футбольной карьеры выступал за клуб «Мицубиси Моторс», к которому присоединился после окончания Университета Мэйдзи в 1966 году. В составе команды становился чемпионом страны в 1969 и 1973 годах, и обладателем Кубка Императора 1971 и 1973 годов. После этого сезона завершил карьеру. За 8 сезонов в клубе Сугияма не пропустил ни одного матча, кроме одной игры в сезоне 1970 года, и попадал в символическую сборную каждый год. Также он трижды был признан футболистом года в Японии в 1964, 1969 и 1973 годах.

## Карьера в сборной
28 мая 1961 года, после окончания средней школы, Сугияма дебютировал за сборную Японии против Малайзии. В 1964 году он получил вызов в национальную команду на Олимпийские игры, проходившие в Токио. На турнире он провел три встречи и забил 2 гола в ворота Аргентины и Ганы. Через четыре года в составе национальной сборной завоевал бронзовые медали на летних Олимпийских играх в Мехико (1968). Сугияма провел 6 матчей, и стал ассистентом пяти мячей из девяти, забитых Японией. Он также принимал участие в Азиатских играх 1962, 1966 и 1970 годов. В 1971 году Сугияма завершил выступления за сборную. Последние два гола он забил в ворота Исландии в матче квалификации на Летние Олимпийские игры 1972 года. В общей сложности он сыграл 56 игр и забил 15 голов за национальную команду за 10 лет.

## Тренерская карьера
В 1974 году после окончания игровой карьеры, Сугияма стал менеджером «Ямаха Моторс». Под его руководством клуб вышел в Первый дивизион чемпионата страны в 1979 году. В 1984 команда заняла третье место в чемпионате, но последующие сезоны были менее успешными. Сугияма проработал в клубе до 1987, и ушел в отставку накануне первого чемпионства «Ямахи» в сезоне 1987/88.
В 2005 году Сугияма был введен в Зал славы японского футбола.

## Достижения

### Командные
«Мицубиси Моторс»
- Чемпион JSL D1: 1969, 1973
- Обладатель Кубка Императора: 1971, 1973

### Международные
Сборная Японии
- Олимпийских игр: 1968

### Личные
- Футболист года в Японии: 1964, 1969, 1973
- Символическая сборная JSL: 1966, 1967, 1968, 1969, 1970, 1971, 1972, 1973
- Серебряный мяч (лучший ассистент) JSL D1: 1968, 1969, 1971
- Зал славы японского футбола

## Статистика

### В клубе
| Сезон | Клуб            | Лига   | Матчи | Голы |
| ----- | --------------- | ------ | ----- | ---- |
| 1966  | Мицубиси Моторс | JSL D1 | 14    | 11   |
| 1967  | Мицубиси Моторс | JSL D1 | 14    | 8    |
| 1968  | Мицубиси Моторс | JSL D1 | 14    | 4    |
| 1969  | Мицубиси Моторс | JSL D1 | 14    | 1    |
| 1970  | Мицубиси Моторс | JSL D1 | 13    | 4    |
| 1971  | Мицубиси Моторс | JSL D1 | 14    | 4    |
| 1972  | Мицубиси Моторс | JSL D1 | 14    | 3    |
| 1973  | Мицубиси Моторс | JSL D1 | 18    | 6    |
| Итого | Итого           | Итого  | 115   | 41   |

### В сборной
| Сборная Японии | Сборная Японии | Сборная Японии |
| Год            | Матчи          | Голы           |
| -------------- | -------------- | -------------- |
| 1961           | 3              | 0              |
| 1962           | 6              | 0              |
| 1963           | 5              | 1              |
| 1964           | 2              | 1              |
| 1965           | 4              | 3              |
| 1966           | 6              | 2              |
| 1967           | 5              | 4              |
| 1968           | 4              | 1              |
| 1969           | 4              | 0              |
| 1970           | 11             | 1              |
| 1971           | 6              | 2              |
| Итого          | 56             | 15             |

### Голы за сборную
| #   | Дата             | Место проведения                        | Соперник          | Счет | Результат | Соревнования                         |
| --- | ---------------- | --------------------------------------- | ----------------- | ---- | --------- | ------------------------------------ |
| 1.  | 8 Августа 1963   | Стадион Мердека, Куала-Лумпур, Малайзия | Малайзия          | 4:3  | Победа    | Турнир Мердека 1963                  |
| --  | 14 Октября 1964  | Комадзава Олимпик, Токио, Япония        | Aргентина (до 23) | 3:2  | Победа    | Летние Олимпийские игры 1964         |
| 2.  | 16 Октября 1964  | Комадзава Олимпик, Токио, Япония        | Гана (до 23)      | 2:3  | Поражение | Летние Олимпийские игры 1964         |
| 3.  | 25 марта 1965    | Стадион Джалан-Бесар, Каланг, Сингапур  | Сингапур          | 1–4  | Победа    | Товарищеский матч                    |
| 4.  | 25 марта 1965    | Стадион Джалан-Бесар, Каланг, Сингапур  | Сингапур          | 1:4  | Победа    | Товарищеский матч                    |
| 5.  | 25 марта 1965    | Стадион Джалан-Бесар, Каланг, Сингапур  | Сингапур          | 1:4  | Победа    | Товарищеский матч                    |
| 6.  | 11 декабря 1966  | Национальный стадион, Бангкок, Таиланд  | Иран              | 3:1  | Победа    | Товарищеский матч                    |
| 7.  | 16 Декабря 1966  | Национальный стадион, Бангкок, Таиланд  | Сингапур          | 5:1  | Победа    | Товарищеский матч                    |
| 8.  | 27 сентября 1967 | Олимпийский стадион, Токио, Япония      | Филиппины         | 15:0 | Победа    | Олимпийские игры 1968 (квалификация) |
| 9.  | 27 сентября 1967 | Олимпийский стадион, Токио, Япония      | Филиппины         | 15:0 | Победа    | Олимпийские игры 1968 (квалификация) |
| 10. | 7 октября 1967   | Олимпийский стадион, Токио, Япония      | Республика Корея  | 3:3  | Ничья     | Олимпийские игры 1968 (квалификация) |
| 11. | 10 октября 1967  | Олимпийский стадион, Токио, Япония      | Южный Вьетнам     | 1:0  | Победа    | Олимпийские игры 1968 (квалификация) |
| 12. | 4 апреля 1968    | Аделаида, Австралия                     | Австралия         | 3:1  | Победа    | Товарищеский матч                    |
| 13. | 10 августа 1970  | Стадион Мердека, Куала-Лумпур, Малайзия | Сингапур          | 4:0  | Победа    | Турнир Мердека 1970                  |
| 14. | 13 августа 1971  | Лаугардалсвёллур, Рейкьявик, Исландия   | Исландия          | 0:2  | Победа    | Товарищеский матч                    |
| 15. | 13 августа 1971  | Лаугардалсвёллур, Рейкьявик, Исландия   | Исландия          | 0:2  | Победа    | Товарищеский матч                    |